# Addicted to You (canção de Avicii)
Addicted to You é uma canção do DJ sueco Avicii, com participação não creditada nos vocais não creditados da cantora norte-americana de folk rock Audra Mae, sendo o quarto single de seu álbum True. Inicialmente lançado nas rádios australianas no dia 27 de novembro de 2013, o DJ lançou uma versão da faixa para o Reino Unido em 7 de abril de 2014.

## Lista de faixas
- Download digital — remix[1]

1. "Addicted to You" (David Guetta remix) – 5:18

- Download digital — remixes[2]

1. "Addicted to You" (Avicii by Avicii) - 5:31
2. "Addicted to You" (David Guetta remix) - 5:18
3. "Addicted to You" (Sick Individuals remix) - 5:00
4. "Addicted to You" (Albin Myers remix) - 5:31
5. "Addicted to You" (Ashley Wallbridge remix) - 4:51
6. "Addicted to You" (Bent Collective remix) - 5:57

## Posições e certificações
| Tabela (2013–14)                                  | Posição de pico |
| ------------------------------------------------- | --------------- |
| Austrália (ARIA)                                  | 5               |
| Áustria (Ö3 Austria Top 75)                       | 3               |
| Bélgica (Ultratip Bubbling Under de Flandres)     | 5               |
| Belgium (Ultratop Flanders Dance)                 | 29              |
| Bélgica (Ultratip Bubbling Under da Valônia)      | 7               |
| Belgium (Ultratop Wallonia Dance)                 | 16              |
| Canadá (Canadian Hot 100)                         | 85              |
| República Checa (Rádio Top 100)                   | 25              |
| Dinamarca (Hitlisten)                             | 27              |
| Finlândia (Suomen virallinen lista)               | 12              |
| França (SNEP)                                     | 6               |
| O campo songid é OBRIGATÓRIO PARA PARADA ALEMÃ    | 6               |
| Greece Digital Songs (Billboard)                  | 3               |
| Hungria (Dance Top 40)                            | 3               |
| Hungria (Rádiós Top 40)                           | 1               |
| Hungria (Single Top 40)                           | 4               |
| Irlanda (IRMA)                                    | 8               |
| Luxembourg Digital Songs (Billboard)              | 3               |
| Netherlands (Dutch top 40)                        | 7               |
| Países Baixos (Single Top 100)                    | 10              |
| Nova Zelândia (Recorded Music NZ)                 | 6               |
| Noruega (VG-lista)                                | 16              |
| Polónia (Polish Airplay Top 100)                  | 2               |
| Polónia (Dance Top 50)                            | 9               |
| Escócia (Scottish Singles Chart)                  | 12              |
| Eslováquia (Rádio Top 100)                        | 11              |
| Espanha (PROMUSICAE)                              | 29              |
| Suécia (Sverigetopplistan)                        | 11              |
| Suíça (Schweizer Hitparade)                       | 5               |
| Reino Unido (UK Dance Chart)                      | 6               |
| Reino Unido (UK Singles Chart)                    | 14              |
| Estados Unidos (Billboard Dance/Electronic Songs) | 23              |

| País             | Certificação | Vendas  |
| ---------------- | ------------ | ------- |
| Austrália (ARIA) | 2× Platina   | 140,000 |

## Histórico de lançamento
| País           | Data                    | Formato                | Gravadora                      |
| -------------- | ----------------------- | ---------------------- | ------------------------------ |
| Austrália      | 27 de novembro de 2013  | Contemporary hit radio | Universal Island Records       |
| Alemanha       | 17 de fevereiro de 2014 | Download digital       | PRMD, Universal                |
| Estados Unidos | 4 de março de 2014      | Dance radio            | The Island Def Jam Music Group |
| Reino Unido    | 7 de abril de 2014      | Contemporary hit radio | Universal                      |

## Créditos
Todo o processo de elaboração da canção atribui os seguintes créditos pessoais:
Produtores
- Audra Mae – vocalista principal
- Tim Bergling – compositor, produtor
- Ash Pournouri – compositor, produtor

Produtores adicionais
- Mac Davis – compositor
- Josh Krajcik – compositor